# ياسر طبارة
ياسر طبارة هو سياسي سوري شغل منصب المتحدث الرسمي والقانوني لرئيس الحكومة المؤقتة السورية كما شغل منصبا مهما في الائتلاف الوطني لقوى الثورة والمعارضة السورية وكذلك في المجلس الوطني السوري الذي يُعد من مُؤسسيه الفعليين وأحد أبرز الناشطين فيه.
طبارة هو المستشار القانوني والاستراتيجي والمؤسس المشارك للمنتدى السوري، وهو أيضا مدير وشريك في شركة محاماة زرزور خليل طبارة منذ عام 2008.
ساعد طبارة _بسبب طبيعة عمله وخلفيته في المحاماة_ في تجميع الأدلة حول جرائم النظام السوري ضد الإنسانية في عام 2011 وذلك من أجل تقديمها إلى المحكمة الجنائية الدولية. يُساهم طبارة أيضا في وسائل الإعلام حيث يهتم بالدرجة الأولى بك القضايا المتعلقة بالانتفاضة السورية، وقد لعب لفترة طويلة دورا في السياسة السورية حيث عمل على تحقيق الإصلاحات التعليمية في سوريا. خلال مرحلة الانتفاضة المدنية اتخذ طبارة موقفا رئيسا ألا وهو معارضة الحكومة.
بشغل طبارة أيضا منصب المدير التنفيذي للشركة السورية الأمريكية وللمجلس السوري الأمريكي.
أنشأ طبارة مشروع لتعبئة ودعم المحرومين في كل الدول العربية والإسلامية، وشارك عام 2004 في تأسيس مكتب مجلس العلاقات الإسلامية الأمريكية (كير-شيكاغو) في مدينة شيكاغو ثم شغل منصب المدير التنفيذي فيه قبل أن يتخد قراره بالانتقال إلى دمشق في سوريا. درس طبارة في دمشق وبالتحديد في جامعة القلمون حيث تخصص في القانون الدولي العام وتفرع فيما بعد من خلال دراسة العلاقات الدولية والدبلوماسية. بعد فترة وجيزة عمل طبارة مع رابطة المحامين الدولية وذلك بهدف دعم الإصلاح القضائي والقانوني في سوريا.
ولد في شيكاغو لكنه نشأ في دمشق بسوريا ثم انتقل مرة أخرى إلى شيكاغو عام 1993 لإكمال دراسته الجامعية في العلوم السياسية والاقتصاد في جامعة إلينوي. نال ياسر شهادة الدكتوراه في القانون من جامعة ديبول حيث ناقش أطروحته بمساعدة من شريف بسيوني. عند تخرجه في عام 2002؛ انخرط طبارة في مركز تأمين حقوق المهاجرين وقام وفي وقت لاحق بتنسيق مشروع قانون إصلاح التعليم الذي ساهم في تحسين التعليم القانوني في ثلاث كليات في دولة العراق.